# Công viên Chatuchak

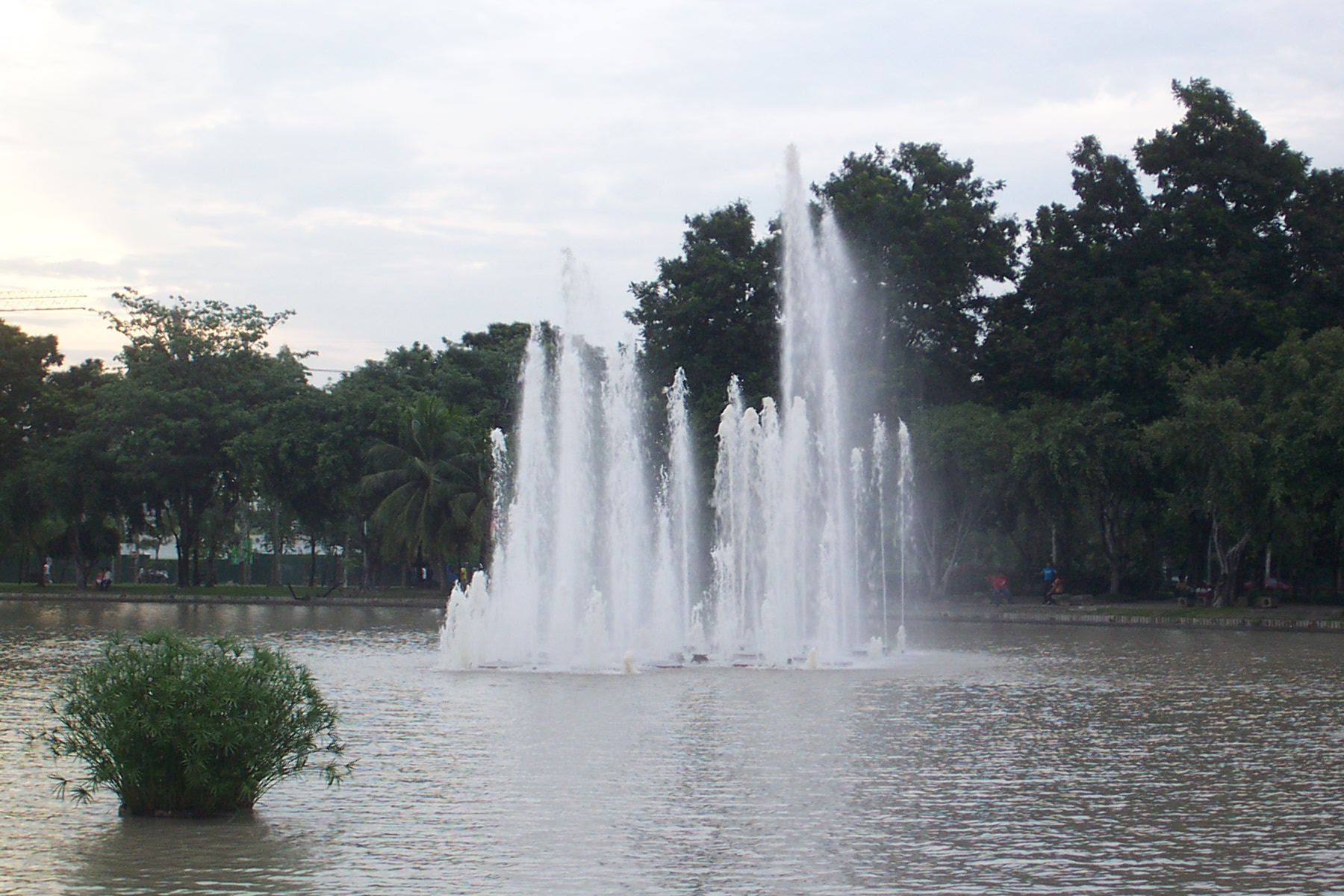
Đài phun nước trong công viên Chatuchak

Công viên Chatuchak (tiếng Thái: สวนจตุจักร, đọc là Xun Cha-tu-chác) là một trong những công viên lâu đời nhất ở Thái Lan, được xây dựng vào năm 1975 như một quà tặng của hãng đường sắt quốc gia của Thái Lan. Công viên chính thức mở cửa vào tháng 4 năm 1980. Nó rộng 0,304 kilomet.
Đây được xem là một hạng mục nằm trong khu phức hợp các điểm tham quan gồm: Chợ Chatuchak, Ga Bangkok, v.v...